# NEOS – La Nueva Austria y Foro Liberal
NEOS – La Nueva Austria y Foro Liberal (en alemán: NEOS - Das Neue Österreich und Liberales Forum) es un partido político de centro de Austria.

## Historia
El partido, fundado en octubre de 2012, participó en las elecciones legislativas de 2013 con una lista electoral conjunta con el Foro Liberal. En las elecciones celebradas el 29 de septiembre de 2013, NEOS recibió el 4.9% de los votos y 9 escaños en el Consejo Nacional.
Desde 2018, la presidenta del partido es Beate Meinl-Reisinger, y el 25 de enero de 2014 NEOS absorbió al Foro Liberal, adoptando su nombre actual, convirtiéndose en miembro de pleno derecho de la Alianza de los Demócratas y Liberales por Europa (ALDE) el 2 de mayo de 2014. Actualmente forma parte de Renovar Europa.
En las Elecciones al Parlamento Europeo de 2014, el partido recibió el 8,1% de los votos  y obtuvo un eurodiputado. En las elecciones legislativas de 2017, los NEOS obtuvieron un 5,3% de los votos y 10 escaños en el Consejo Nacional. En las Elecciones al Parlamento Europeo de 2019, el partido recibió el 8,4% de los votos  y volvió a obtener un eurodiputado.
En las elecciones generales anticipadas de 2019, NEOS obtuvo un 8.1% de los votos y aumento su representación a 15 escaños.

## Ideología
El partido apoya una democracia directa mediante el uso de referendos y la finalización de la conscripción. Se opone al aumento del impuesto predial y al financiamiento público de los partidos políticos. Apoya la creación de unos Estados Unidos de Europa.

## Resultados electorales

### Elecciones generales
| Año  | Votos        | %    | Resultado | +/- | Gobierno                |
| ---- | ------------ | ---- | --------- | --- | ----------------------- |
| 2013 | 232 946 (#6) | 4,96 | 9/183     |     | Oposición               |
| 2017 | 268 518 (#4) | 5,30 | 10/183    | 1   | Oposición               |
| 2019 | 387 124 (#5) | 8,10 | 15/183    | 5   | Oposición               |
| 2024 | 446 378 (#4) | 9,14 | 17/183    | 2   | Coalición con ÖVP y SPÖ |

### Elecciones estatales
| Estado       | Año  | Votos       | %     | Escaños | Gobierno           |
| Alta Austria | 2021 | 34.204 (#6) | 4,23% | 2/56    | Oposición          |
| Baja Austria | 2023 | 60.024 (#5) | 6,67% | 3/56    | Oposición          |
| Burgenland   | 2020 | 3.177 (#5)  | 1,71% | 0/36    | Extraparlamentario |
| Carintia     | 2023 | 7.840 (#6)  | 2,59% | 0/36    | Extraparlamentario |
| Estiria      | 2019 | 32.346 (#6) | 5,37% | 2/48    | Oposición          |
| Salzburgo    | 2023 | 11.310 (#6) | 4,20% | 0/36    | Extraparlamentario |
| Tirol        | 2022 | 21.589 (#6) | 6,29% | 2/36    | Oposición          |
| Viena        | 2020 | 54.173 (#4) | 7,47% | 8/100   | Coalición con SPÖ  |
| Vorarlberg   | 2024 | 16.477 (#5) | 8,9%  | 3/36    | Oposición          |